# 瓦雷讷
瓦雷讷（法語：Varennes，法語發音：[vaʁɛn] ⓘ）是法国奧克西塔尼大區塔恩-加龙省的一个市镇，属于蒙托邦区。

## 地理
瓦雷讷（43°54'5"N, 1°29'52"E）面积14.76 平方千米，位于法国奧克西塔尼大區塔恩-加龙省，该省份为法国西南部内陆省份，北起顺时针与洛特省、阿韦龙省、塔恩省、上加龙省、热尔省和洛特-加龙省接壤。
与瓦雷讷接壤的市镇（或旧市镇、城区）包括：圣诺法里、塔恩河畔维勒米尔、韦尔拉克泰斯库、维勒布吕米耶。

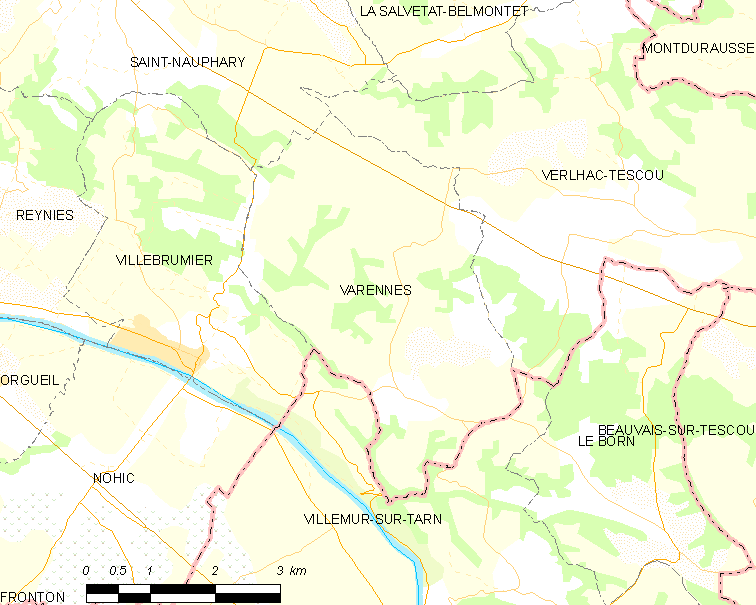
瓦雷讷的OSM定位图

瓦雷讷的时区为UTC+01:00、UTC+02:00（夏令时）。

## 图集

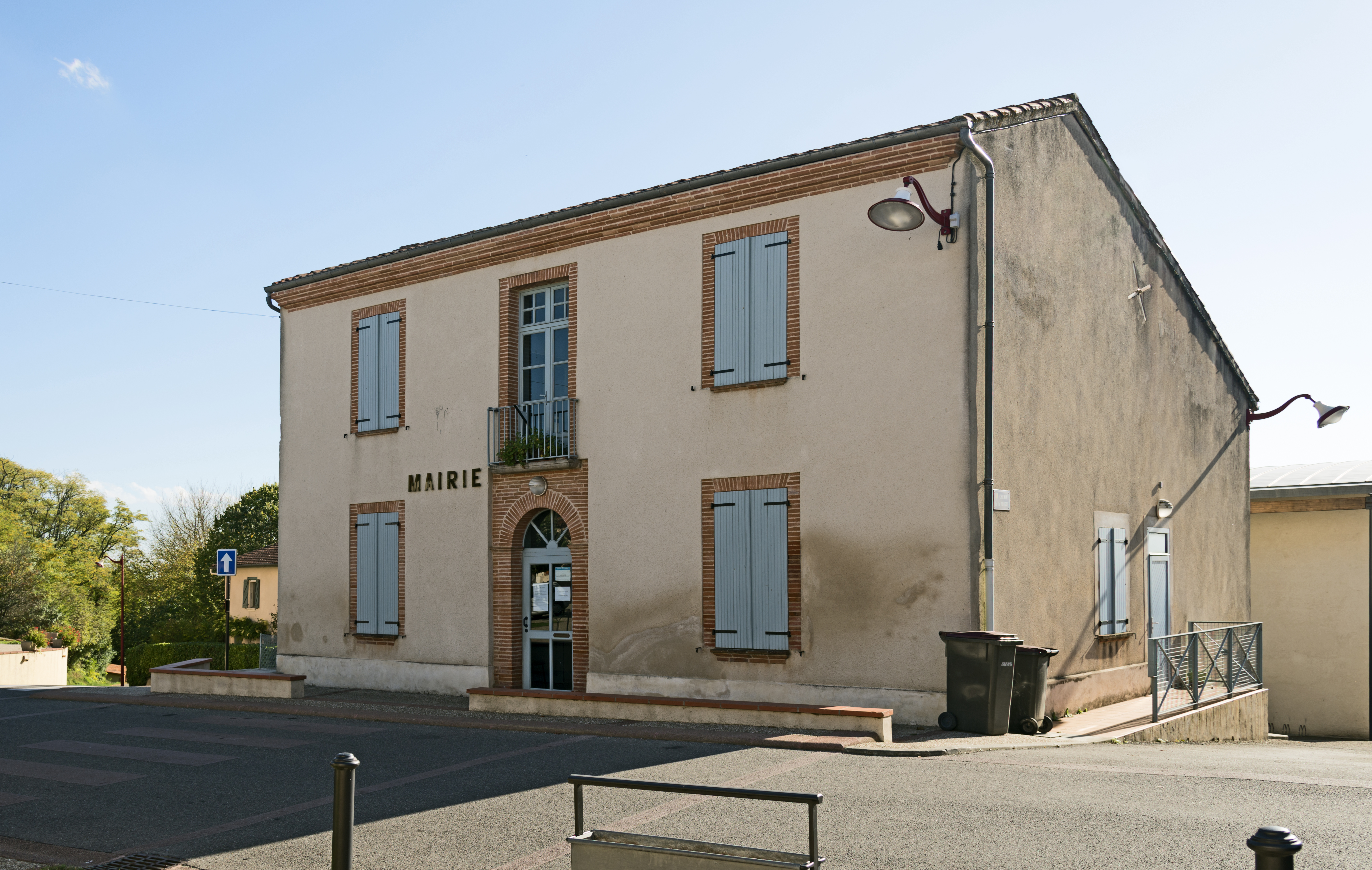
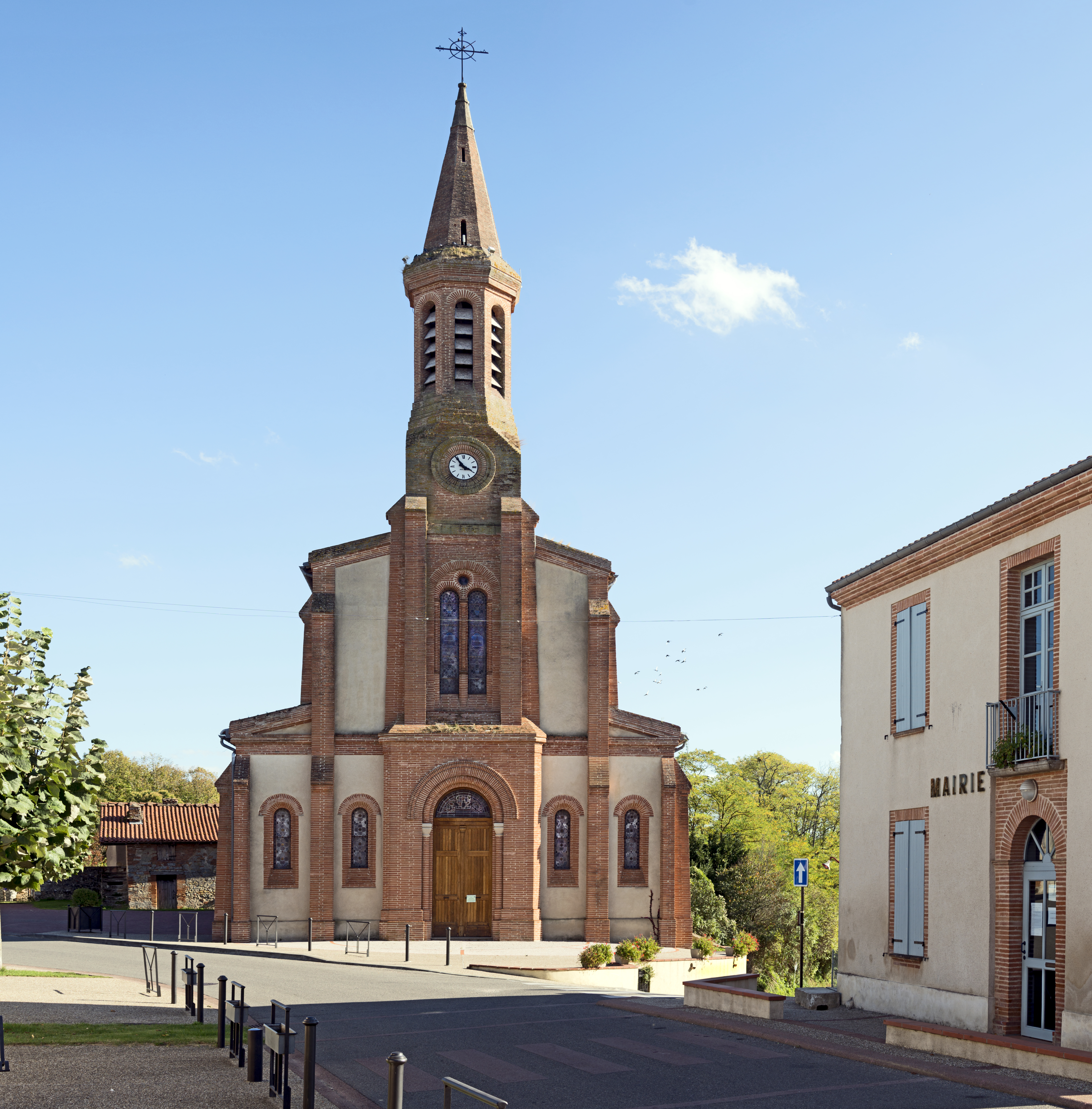

## 行政
瓦雷讷的邮政编码为82370，INSEE市镇编码为82188。

## 政治
瓦雷讷所属的省级选区为塔恩-泰斯库-绿色凯尔西县。

路易16 出逃之處

## 人口

1962-2008年间瓦雷讷人口变化图示

瓦雷讷于2022年1月1日时的人口数量为640人。